# Transformer (Album)
Transformer ist das zweite Soloalbum des US-amerikanischen Rockmusikers und Songwriters Lou Reed. Das Album erschien im November 1972 und wurde von Mick Ronson und David Bowie produziert.

## Bedeutung
Transformer war das erste Album Lou Reeds, das auch außerhalb von New York – und der dort ansässigen Factory-Szene rund um Andy Warhol – wirklich wahrgenommen wurde. Lou Reeds wachsende Popularität in England und dem restlichen Europa verdankte er nicht zuletzt David Bowie, der ihn dem englischen Publikum vorgestellt hatte. Dies geschah am 8. Juli 1972 bei einem gemeinsamen Auftritt mit Bowie und dessen Spiders from Mars in der Royal Festival Hall, wo Lou Reed sein erstes Konzert vor britischem Publikum gab. Bowie hatte bereits zuvor im Zusammenhang mit seinem Song Queen Bitch auf dem Album Hunky Dory Velvet Underground und deren Einfluss auf ihn erwähnt.

## Titelliste
Alle Songs stammen aus der Feder von Lou Reed.
Seite 1
1. Vicious – 2:55
2. Andy’s Chest – 3:17
3. Perfect Day – 3:43
4. Hangin’ ’Round – 3:39
5. Walk on the Wild Side – 4:12

Seite 2
1. Make Up – 2:58
2. Satellite of Love – 3:40
3. Wagon Wheel – 3:19
4. New York Telephone Conversation – 1:31
5. I’m So Free – 3:07
6. Goodnight Ladies – 4:19

## Rezeption
Die Musikzeitschrift Rolling Stone wählte Transformer 2003 sowie 2012 auf Platz 194 und 2020 auf Platz 109 der 500 besten Alben aller Zeiten. Walk on the Wild Side erreichte 2004 Platz 223 und 2021 Platz 180 der 500 besten Songs aller Zeiten.
In der Auswahl der 500 besten Alben des New Musical Express belegt Transformer Platz 72. Walk on the Wild Side erreichte Platz 50 und Perfect Day Platz 269 der 500 besten Songs aller Zeiten.
Die Website Pitchfork führt Walk on the Wild Side auf Platz 36 der 200 besten Songs der 1970er Jahre.
Uncut wählte Transformer auf Platz 31 der 200 besten Alben aller Zeiten.
Der Song Walk on the Wild Side wurde 2015 in die Grammy Hall of Fame aufgenommen.
Transformer gehört zu den 1001 Albums You Must Hear Before You Die.

## Kommerzieller Erfolg

### Chartplatzierungen
Das Album erreichte Platz 29 der Billboard 200 und Platz 13 der UK Album Charts. Die auf dem Album enthaltene Single Walk on the Wild Side (B-Seite: Perfect Day) kletterte in den USA auf Platz 16 der Billboard Hot 100, in Großbritannien auf Platz 10.
| ChartsChartplatzierungen       | Höchstplatzierung | Wochen |
| ------------------------------ | ----------------- | ------ |
| Vereinigte Staaten (Billboard) | 29 (32 Wo.)       | 32     |
| Vereinigtes Königreich (OCC)   | 13 (40 Wo.)       | 40     |

### Auszeichnungen für Musikverkäufe
| Land/Region                  | Auszeichnungen für Musikverkäufe (Land/Region, Auszeichnung, Verkäufe) | Verkäufe |
| ---------------------------- | ---------------------------------------------------------------------- | -------- |
| Dänemark (IFPI)              | Gold                                                                   | 10.000   |
| Frankreich (SNEP)            | Gold                                                                   | 100.000  |
| Italien (FIMI)               | Platin                                                                 | 50.000   |
| Neuseeland (RMNZ)            | Gold                                                                   | 7.500    |
| Vereinigtes Königreich (BPI) | Platin                                                                 | 300.000  |
| Insgesamt                    | 3× Gold · 2× Platin ·                                                  | 467.500  |

## Trivia
- Auf dem Albumcover ist ein schwarz-weißes Foto zu sehen, welches Lou Reed bei dessen Auftritt in der Royal Festival Hall zeigt. Aufgenommen wurde es von dem Fotografen Mick Rock. Das Foto wurde blau eingefärbt für Reeds Album The Blue Mask 1982 wiederverwendet.
- Die Hip-Hop-Band A Tribe Called Quest nutzte ein Sample aus Walk on the Wild Side für den Song Can I Kick It? aus dem Jahr 1990.
- Der Song Perfect Day ist auf dem Soundtrack des Films Trainspotting – Neue Helden vertreten.
- Perfect Day inspirierte den Filmtitel Perfect Days und ist auch Teil der Filmmusik.